# Gaëtan Gatian de Clérambault
Gaëtan Gatian de Clérambault (Bourges, 2 de julio de 1872 - Malakoff, 17 de noviembre de 1934)  fue un psiquiatra, etnólogo y fotógrafo francés. De Clérambault ganó su tesis en 1899. En 1905 se convirtió en asistente médico en la enfermería especial para los enfermos mentales de Policía de la Prefectura. Desde 1920 fue jefe de esta institución.
Aparte de sus estudios psiquiátricos, fue un consagrado pintor y escribió sobre las costumbres de diversas tribus nativas. También fue un fotógrafo profesional, y es recordado por una gran cantidad de fotografías tomadas en Marruecos de su población. Estas fotos fueron expuestas más tarde en el Musée de l'Homme y, en 1990, en el Centro Pompidou de París. Durante un período de tiempo Clérambault impartió clases en la École Nationale Supérieure des Beaux-Arts.
Por sus acciones durante la Primera Guerra Mundial, de Clérambault fue condecorado con una cruz de la Legión de Honor, así como con la Croix de Guerre. Se suicidó por arma de fuego el 17 de noviembre de 1934 en Malakoff, una comuna al suroeste de París.
Se le recuerda por sus estudios en la sintomatología psicótica, el desarrollo de un sistema teórico en el que se vinculó la comprensión de las características fundamentales de los síntomas psicóticos con una descripción de los presuntos procesos neuronales subyacentes. Estos procesos neuronales se manifiestan en comportamientos aberrantes de la conectividad neuronal. Clérambault proporcionó una taxonomía completa de los síntomas psicóticos sobre la base de rasgos sutiles y matices, que ordenó de un complejo sistema de categorías, subcategorías, grupos y subgrupos.
En última instancia, todos los síntomas categorizados podían ser definidos por una característica única y común, su autonomía/automatismo natural. Los síntomas psicóticos se hace referencia a continuación como «automatismos».
Clérambault creía que dichos automatismos pueden suceder en un contexto de normalidad, o durante los procesos de pensamiento anormales cuando el sistema nervioso se ve desafiado. Por lo tanto, en el contexto de los automatismos, los límites de la psicosis y la funcionalidad normal se redefinen.
El famoso psicoanalista francés Jacques Lacan declaró que su «entrada al  psicoanálisis» se debía en gran parte a la influencia de Clérambault, a quien consideraba como su «único maestro en psiquiatría».

## Síndromes
- Síndrome de Clérambault (también llamado erotomanía); la condición de una persona que tiene la certeza de que una persona está enamorada de él. Descrito por de Clérambault en su publicación Les Psychoses Passionelles de 1921.
- Síndrome Kandinsky-Clérambault; un confuso estado clínico en el que el paciente cree que su mente está siendo controlada por otra persona o por fuerzas externas a él. Síndrome nombrado junto con el médico Ruso Victor Khrisanfovich Kandinsky (1849-1889).

## Publicaciones selectas
- Mental automatisms. A conceptual journey into psychosis. Translation and commentaries [by Paul Hriso] on the works of Gaëtan Gatian de Clérambault. [Bayonne, N.J.], Hermes Whispers Press, 2002. ISBN 0-9718923-4-2.
- Oeuvre psychiatrique. París, PUF, 1942 (2 vols.). Facs.ed.: Oeuvres psychiatriques. París, Frénésie, 1987, ISBN 2-906225-07-X.
- Contribution à l'étude de l'othématome (pathogénie, anatomie pathologique et traitement). Thèse París, 1899.